# دکیلینگ گوگ
دکیلینگ گوگ (به لاتین: Dekiling Gewog) یک منطقهٔ مسکونی در بوتان است که در ناحیه سرپانگ واقع شده‌است.